# Neri Nannetti
Neri Nannetti (Firenze, 1889 – Firenze, 1962) è stato un artista e scrittore italiano.

## Biografia
Pronipote del pittore Giovanni Fattori, Nerino (detto Neri) Nannetti, nacque da una famiglia legata all’ambiente artistico toscano.

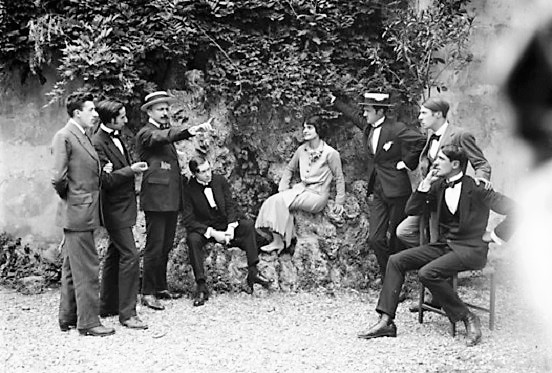
Futuristi fiorentini: Vieri Nannetti, Nerino Nannetti, Filippo Tommaso Marinetti, Bruno Corra, Maria Ginanni, Arnaldo Ginna, Emilio Settimelli, Remo Chiti (foto del 1916, Firenze)

 Aderì al futurismo sin dal 1912 e collaborò col fratello Vieri, di cinque anni più giovani di lui, alla rivista L'Italia futurista sia con "parole in libertà" sia con disegni, vignette e caricature. Nel 1919 i due fratelli parteciparono con diversi disegni alla Grande Esposizione Nazionale Futurista al Palazzo Cova di Milano.
Artista eclettico come il fratello, anche Neri si divise tra la scrittura ed il disegno, ma a differenza di Vieri che, superato il periodo futurista, abbandonò praticamente del tutto l'arte figurativa, quest'ultima rimase per Neri l'attività di elezione.
Nel 1920 fu segretario del Fascio fiorentino dal quale in seguito si dissociò, assieme a Marinetti, in polemica con l'orientamento troppo conservatore assunto dal movimento nazionale. 
Nel 1923 Neri si associò con la Tipografia Bengaglia e dette vita allo studio di pubblicità Creazioni Nerino impegnandosi nella produzione di bozzetti réclame, cartelli murali, calendari, cartoline, opuscoli che conservavano l’impronta futurista del loro autore.
Negli anni Venti e Trenta si dedicò completamente alla carriera di cartellonista pubblicitario, di illustratore e di decoratore di stoffe.
Massone, fu iniziato l'otto dicembre 1919 nella loggia Concordia di Firenze, promosso Maestro il 24 gennaio 1921.
Presso la Fondazione e Museo Primo Conti - Onlus di Fiesole (Firenze) esiste un Fondo Neri e Vieri Nannetti con raccolte di disegni, scritti, lettere ed altri documenti di entrambi i fratelli Nannetti.